# Palle Christiansen

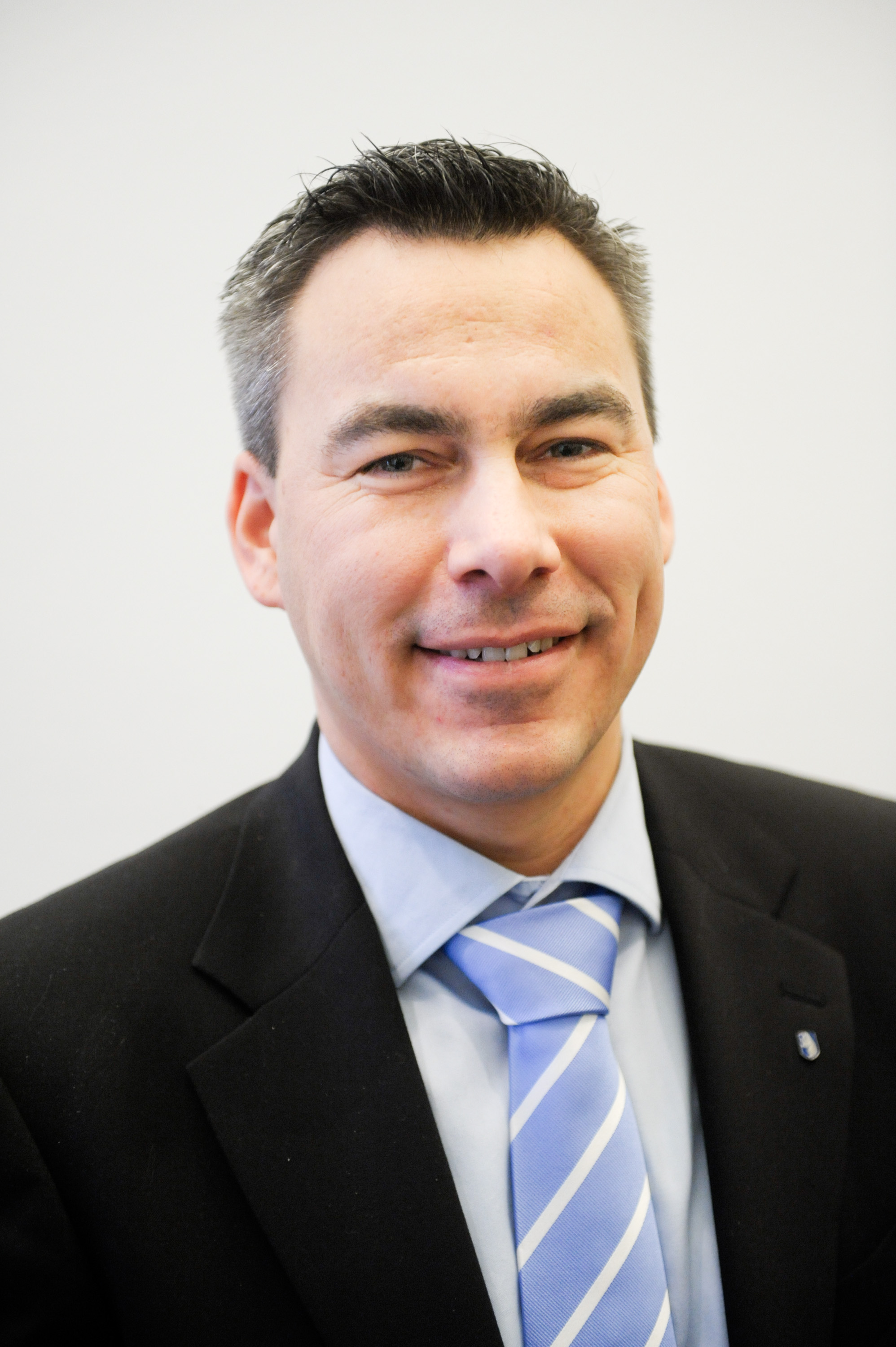
Palle Christiansen (2010)

Palle Christiansen (* 25. Juni 1973 in Taastrup) ist ein dänisch-grönländischer Politiker (Demokraatit), Zahnarzt und Unternehmer.

## Leben
Palle Christiansen ist der Sohn eines dänischen Vaters aus Slagelse und einer grönländischen Mutter aus Sisimiut. Er wurde in Dänemark geboren und zog als Kind 1979 nach Nuuk und ein Jahr später nach Sisimiut. 1985 zog die Familie wieder nach Dänemark nach Albertslund und 1987 wieder nach Sisimiut. 1990 zog er alleine nach Allerød, um dort das Gymnasium zu besuchen, das er 1993 abschloss. Anschließend studierte er ab 1996 an der Universität Kopenhagen Zahnmedizin. Das Studium schloss er 2001 mit dem Master ab und zog nach Nuuk, wo er fortan als Zahnarzt arbeitete, bis er erneut nach einem Jahr nach Sisimiut zurückkehrte, um dort bis 2009 weiterzuarbeiten. Er ist verheiratet und hat drei Kinder.
Er kandidierte für die neugegründeten Demokraatit bei der Parlamentswahl 2002 und erhielt die zweitmeisten Stimmen der Partei und damit einen Sitz im Inatsisartut. 2005 wurde er wieder mit den zweitmeisten Stimmen der Partei wiedergewählt und zudem in den Rat der Gemeinde Sisimiut gewählt. 2005 und 2007 kandidierte er erfolglos für einen Sitz im Folketing. Nach der Verwaltungsreform saß er ab 2009 im Rat der Qeqqata Kommunia. Bei der Parlamentswahl 2009 wurde er zum dritten Mal in Folge ins Inatsisartut gewählt. Anschließend wurde er zum Minister für Finanzen und Nordische Zusammenarbeit im Kabinett Kleist ernannt. Nachdem er 2011 ein Abkommen mit Air Iceland eingegangen war, sodass die grönländische Fluggesellschaft Air Greenland nicht mehr für Dienstreisen der Regierungsmitglieder zuständig war, musste er das Finanzministerium abgeben und erhielt stattdessen das für Bildung und Forschung, während er die Nordische Zusammenarbeit behalten durfte. Bei der Parlamentswahl 2013 wurde er wiedergewählt, bei der Kommunalwahl trat er jedoch nicht mehr an. Am 2. Oktober 2013 trat er von seinem Parlamentssitz zurück und zog nach Dänemark, um dort wieder als Zahnarzt zu arbeiten, während er Mitglied der Liberal Alliance wurde.
Bei der Folketingswahl 2015 kandidierte er für die Liberal Alliance in Dänemark, wurde aber nicht gewählt. 2017 kandidierte er erfolglos bei der Kommunalwahl in der Allerød Kommune, wo er zwar die meisten Stimmen innerhalb seiner Partei erhielt, die Partei aber dennoch einen Sitz im Kommunalrat verfehlte.
2016 kündigte er die Gründung des Mobilfunkunternehmens Mobili an, allerdings untersagte das Parlament eine Liberalisierung der staatsbetriebenen Telekommunikation. 2021 gründete er das Unternehmen Anori, um Windkraftanlagen in Sisimiut zu errichten, mit denen Nukissiorfiit die Bevölkerung mit grünem Strom versorgen sollte. Da Nukissiorfiit jedoch kein Interesse zeigte, mussten die Pläne begraben werden. Stattdessen gab er im Januar 2023 bekannt, einen Windpark in der Nähe von Atammik errichten zu wollen, der dann Schiffe für die Produktion von Ammoniak mit Strom versorgen soll, das anschließend exportiert werden soll.